# Stare Biskupice (województwo mazowieckie)
Stare Biskupice – wieś sołectwo w Polsce położona w województwie mazowieckim, w powiecie grójeckim, w gminie Warka.
W latach 1975–1998 miejscowość położona była w województwie radomskim.
Przez południowe obrzeża wsi przepływa Struga, dopływ Pilicy.